# Île Wiener Neustadt
Pour les articles homonymes, voir Wiener Neustadt.
L'île Wiener Neustadt (en russe : Остров Винер-Нёйштадт, Ostrov Viner-Neyshtadt) est une île de la terre François-Joseph. 
L'île de 237 km2 est pratiquement toujours glacée. Son point culminant est le pic Parnass (620 m), plus haut sommet de l'archipel. L'île Wiener Neustadt est séparée des îles Ziegler et Salisbury par le détroit de Collinson. 
L'île porte le nom d'une ville située au sud de Vienne.

## Vue satellite

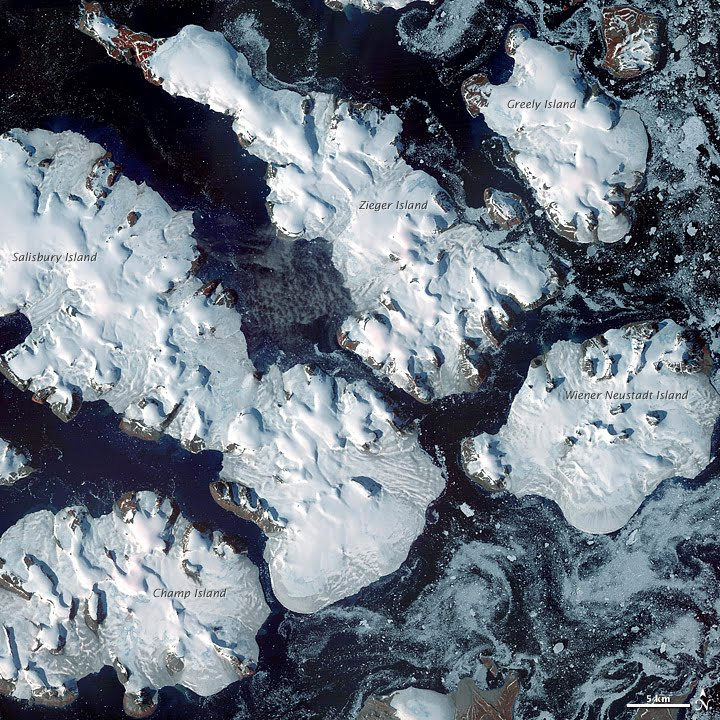
Différentes îles de l'archipel François-Joseph